# 朱經武
朱經武（英語：Paul Chu Ching-wu，1941年2月12日—），美国华裔物理学家，曾任臺灣綜合大學系統首任校長、香港科技大學校長。

## 簡歷
朱經武1941年出生於中華民國湖南芷江，1948年隨父母遷移至臺灣省台中縣清水鎮（現台中市清水區）。
畢業於臺中市清水區清水國民小學、臺灣省立清水中學（現臺中市立清水高級中等學校）初中部及高中部，1962年在臺灣省立成功大學（現國立成功大學）取得理学学士学位，1965年取得紐約福坦莫大學的理学硕士学位，1968年在加州大学圣地亚哥分校取得物理學博士学位。
畢業後，於新澤西貝爾實驗室從事工業研究工作。
1987年，休士頓大學德州超導中心委任朱教授為首位主任。同年，朱经武與吳茂昆等人首次宣布得到了90K以上电阻消失的超导体。2001年至2009年，朱經武擔任香港科技大學校長。
2011年，中華民國教育部核定國立成功大學、國立中興大學、國立中山大學及國立中正大學成立臺灣綜合大學系統。2012年11月5日上午舉行校長佈達典禮，宣布朱經武擔任首任系統校長。

## 學術榮譽
朱教授是俄羅斯工程學院、美國國家科學院、美國人文及科學學院、中華民國中央研究院、中華人民共和國中國科學院及發展中世界科學院六院院士。
此外，朱教授屢獲殊榮，包括美國科學家最高榮譽的國家科學獎及馬蒂亞斯獎。他又獲頒工程界最崇高的約翰弗里茨獎，愛迪生、貝爾及费米等傑出科學家，也是這個獎的得主。

## 家庭
朱的妻子陳璞是著名數學大師陳省身的女兒。原籍廣東台山之朱經武會講流利粵語，其子朱俊杰为建筑师，曾设计2011年落成的陈省身墓碑。

## 曾參於之電視節目／廣告／宣傳片
2008年，朱經武於擔任香港科技大學校長期間為鼓勵香港高科技發展，參與香港電台節目《創新戰隊》，除了提供科學上的專業意見，還粉墨登場，戴上半邊面罩飾演劇中戰隊領袖「石開武博士」。
由於劇集除了在電視上播放，亦有在巴士上的《RoadShow》頻道上播出精華片段，事件引起民間廣泛討論。之後，他又替TVB拍攝「香港力量」宣傳片（2009年）。

## 外部連結
- 頂尖物理學家朱經武教授將出任科大校長 （页面存档备份，存于）
- 訪談朱校長經武 （页面存档备份，存于）
- 2009年朱院士清華榮譽講座-超導級應用研討會

| 教育職務      | 教育職務                             | 教育職務      |
| ------------- | ------------------------------------ | ------------- |
| 前任： 吳家瑋 | 香港科技大學校長 2001年 - 2009年     | 繼任： 陳繁昌 |
| 新頭銜        | 臺灣綜合大學系統校長 2012年11月5日 - | 現任          |